# سكوت سيمز
سكوت سيمز (بالإنجليزية: Scott Sims)‏ هو طبيب بيطري أمريكي، ولد في 1955 في نيوجيرسي في الولايات المتحدة، وتوفي في 25 يوليو 2015 في كاواي في الولايات المتحدة بسبب سرطان المثانة.